# Landdrostei Stade
| Landdrostei Stade          | Landdrostei Stade   |
| -------------------------- | ------------------- |
| Sitz                       | Stade               |
| Bestandszeitraum           | 1823–1885           |
| Fläche                     | 6.694 km² (1880)    |
| Einwohner                  | 322.249 (1880)      |
| Bevölkerungsdichte         | 48 Einw./km² (1880) |
| Amtsfreie Städte           | 5 (1885)            |
| Ämter                      | 18 (1885)           |
| Lage der Landdrostei Stade |                     |

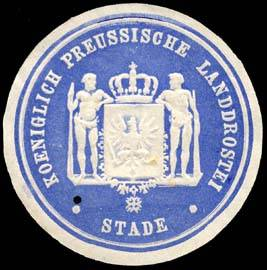
Siegelmarke „Koeniglich Preussische Landrostei Stade“

Die Landdrostei Stade war im 19. Jahrhundert ein Verwaltungsbezirk des Königreichs Hannover und nach dessen Annexion durch Preußen nach dem verlorenen Deutschen Krieg 1866 der preußischen Provinz Hannover. Sie war der direkte Vorgänger des wenige Jahre nach der preußischen Annexion gegründeten Regierungsbezirks Stade.

## Geschichte
1816 wurden zur Verwaltung des Königreichs Hannover Mittelbehörden gebildet, die zunächst Provinzialregierung und ab 1823 Landdrostei hießen. Die Landdrostei Stade wurde am 18. April 1823 aus der Provinzialregierung Stade gebildet und umfasste drei historischen Territorien, das Herzogtum Bremen, das Herzogtum Verden und das Land Hadeln. Nachdem das Königreich Hannover 1867 zur preußischen Provinz Hannover geworden war, blieb die Landdrostei Stade zunächst bestehen. 1885 wurde aus ihr gemäß der preußischen Verwaltungsstruktur der Regierungsbezirk Stade gebildet. Gleichzeitig wurden die alten hannoverschen Ämter von preußischen Landkreisen abgelöst.
Die Außengrenzen der Landdrostei Stade änderten sich 1827, als Bremen ein Gebiet an der Geestemündung zum Bau von Bremerhaven erwarb und 1859, als das Amt Verden um Gebiete vergrößert wurde, die bis dahin zur Landdrostei Hannover gehörten.

## Landdroste
Der Landdrost war der höchste Beamte der Landdrostei. Sein Amt war mit dem eines Regierungspräsidenten vergleichbar.
- 1823–1841: Engelbert Johann von Marschalck (1766–1845), die Brem-Verdenschen Stände hatten ihn 1813 in der Übergangszeit nach dem französischen Abzug zum Vorsitzenden der brem-verdenschen Regierungskommission der Herzogtümer Bremen und Verden gewählt. Nach deren Auflösung leitete er die Landdrostei Stade, die Bremen-Verdens Gebiet umfasste.
- 1841–1855: Ernst von Bülow (1801–1861), zuletzt Generaldirektor des Wasserbaues, Vater des späteren preußischen Generals Ernst von Bülow
- 1856–1858: Otto Alexander von Marschalck (1798–1858), auch königlich hannoverscher Landdrost in Osnabrück, Bruder von Landdrost zu Aurich (1843–1857) Carl Detlev Freiherr v. Marschalck von Bachtenbrock (1802–1862)[5]
- 1858–1862: Friedrich Wilhelm Heise (1791–1862), Geheimer Rat
- 1863–1872: August Theodor Braun (1802–1887), 1848–1850 Kultusminister des Königreichs Hannover
- 1872–1885: Heinrich Küster

## Verwaltungsgliederung (1814–1852)
Die Landdrostei war bis Anfang der 1850er-Jahre in Städte, Ämter, Gohgerichte, Gräfengerichte, Vogteigerichte, Klosterämter, Stiftsgerichte und Patrimonialgerichte gegliedert.

## Verwaltungsgliederung (1852–1885)
Nach einer umfassenden Verwaltungs- und Justizreform am Anfang der 1850er-Jahre bestanden 1852 in der Landdrostei Stade insgesamt fünf selbstständige Städte und 26 Ämter. 1859 wurde die Zahl der Ämter auf 18 reduziert.

### Herzogtum Bremen
Auf dem Gebiet des alten Herzogtums Bremen existierten die drei selbstständigen Städte Bremervörde, Buxtehude und Stade. Daneben bestanden 22 (seit 1852) und 15 Ämter (ab 1859):

#### Amt Achim
Das Amt Achim lag südöstlich von Bremen. Zum Amt gehörten unter anderem Achim, Oyten, Hemelingen, Mahndorf und Arbergen. 1859 kam der Süden des aufgelösten Amtes Ottersberg zum Amt Achim hinzu. 1885 wurde aus dem Amt Achim der Kreis Achim gebildet.

#### Amt Bederkesa
Das Amt Bederkesa umfasste weitestgehend die Orte Bad Bederkesa, Drangstedt, Elmlohe, Flögeln, Köhlen, Kührstedt, Lintig und Ringstedt. 1859 wurde das Amt aufgelöst und in das Amt Lehe eingegliedert.

#### Amt Beverstedt
Das Amt Beverstedt umfasste ungefähr das Gebiet der heutigen Gemeinde Beverstedt und große Teile der heutigen Gemeinde Loxstedt. 1859 wurde das Amt aufgelöst und auf die Ämter Bremervörde, Lehe und Osterholz aufgeteilt.

#### Amt Blumenthal
Zum Amt Blumenthal gehörten unter anderem Schwanewede sowie der heutige Bremer Stadtteil Blumenthal. 1859 wurde das aufgelöste Amt Lesum eingegliedert. Aus dem Amt Blumenthal wurde 1885 der Kreis Blumenthal gebildet.

#### Amt Bremervörde
Zum Amt gehörten 1852 die Nachbarorte der Stadt Bremervörde sowie Gnarrenburg und das Gebiet der heutigen Samtgemeinden Geestequelle und Börde Lamstedt. Die Stadt Bremervörde blieb amtsfrei. 1859 gab das Amt den Raum Lamstedt an das Amt Osten ab und erhielt Teile des aufgelösten Amtes Beverstedt sowie einige Gemeinden des Amtes Zeven. 1885 ging das Amt Bremervörde im neuen Kreis Bremervörde auf.

#### Amt Dorum
Das Amt Dorum entspricht dem Gebiet der heutigen Einheitsgemeinde Wurster Nordseeküste. 1885 ging das Amt im neuen Kreis Lehe auf.

#### Amt Freiburg
Zum Amt Freiburg gehörte 1852 das Gebiet der heutigen Gemeinden Freiburg/Elbe, Balje, Krummendeich und Oederquart. 1859 traten die Gemeinden des aufgelösten Amtes Wischhafen hinzu. 1885 wurde aus dem Amt Freiburg der Kreis Kehdingen gebildet.

#### Amt Hagen
Das Amt Hagen umfasste im Wesentlichen das Gebiet der heutigen Einheitsgemeinde Hagen im Bremischen im Landkreis Cuxhaven. 1885 ging der größte Teil des Amtes im neuen Kreis Geestemünde auf; lediglich die Gemeinden Aschwarden-Bruch und Hinnebeck kamen zum Kreis Blumenthal.

#### Amt Harsefeld
Das Amt Harsefeld umfasste anfangs ungefähr das Gebiet der heutigen Samtgemeinde Harsefeld. 1859 kamen die Gemeinden des aufgelösten Amtes Horneburg hinzu. 1885 ging das Amt Harsefeld fast vollständig im neuen Kreis Stade auf; lediglich die Gemeinde Neuland kam zum Kreis Jork.

#### Amt Himmelpforten
Das Amt Himmelpforten umfasste im Wesentlichen das Gebiet der heutigen Samtgemeinde Oldendorf-Himmelpforten. 1859 traten die Gemeinden des aufgelösten Amtes Stade hinzu; gleichzeitig wurde das Gebiet links der Oste an das Amt Osten abgegeben. 1885 ging der größte Teil des Amtes im neuen Kreis Stade auf; lediglich die Gemeinde Elm kam zum Kreis Bremervörde.

#### Amt Horneburg
Zum Amt Horneburg gehörte im Wesentlichen das Gebiet der heutigen Gemeinden Horneburg, Bliedersdorf, Dollern und Nottensdorf. 1859 wurde das Amt aufgelöst und in das Amt Harsefeld eingegliedert.

#### Amt Jork
Zum Amt Jork gehörte das Gebiet der heutigen Samtgemeinde Lühe, das Gebiet der heutigen Gemeinde Jork sowie die heutigen Hamburger Ortsteile Cranz, Neuenfelde und Francop.
1885 ging das Amt Jork im neuen Kreis Jork auf.

#### Amt Lehe
Zum Amt Lehe gehörten 1852 die größten Teile der heutigen Stadt Bremerhaven, der ehemaligen Gemeinde Langen (seit 1. Januar 2015 Ortsteil der Stadt Geestland) und Schiffdorf. 1859 kamen die Gemeinden des aufgelösten Amtes Bederkesa und ein großer Teil des aufgelösten Amtes Beverstedt hinzu. 1885 wurde das Amt Lehe geteilt. Aus dem Gebiet nördlich der Geeste wurde der Kreis Lehe und aus dem Gebiet südlich der Geeste der Kreis Geestemünde gebildet.

#### Amt Lesum
Zum Amt Lesum gehörten große Teile der heutigen Bremer Stadtteile Burglesum und Vegesack. Das Amt wurde 1859 aufgelöst und in das Amt Blumenthal eingegliedert.

#### Amt Lilienthal
Das Amt Lilienthal erstreckte sich über das Gebiet der heutigen Gemeinden Lilienthal, Worpswede und Grasberg. 1885 ging das Amt im neuen Kreis Osterholz auf.

#### Amt Neuhaus an der Oste
Das Amt Neuhaus an der Oste umfasste im Wesentlichen das östliche Gebiet der Samtgemeinde Land Hadeln. 1885 ging das Amt im neuen Kreis Neuhaus an der Oste auf.

#### Amt Osten
Zum Amt Osten gehörten unter anderem die Gemeinden Hemmoor und Osten. 1859 kamen das Kirchspiel Lamstedt aus dem Amt Bremervörde und ein Teil des Amtes Himmelpforten dazu. 1885 ging das Amt im neuen Kreis Neuhaus an der Oste auf.

#### Amt Osterholz
Zum Amt Osterholz gehörten unter anderem Osterholz, Scharmbeck, Hambergen und Vollersode. 1859 traten einige Gemeinden des aufgelösten Amtes Beverstedt dazu. 1885 ging das Amt im neuen Kreis Osterholz auf.

#### Amt Ottersberg
Zum Amt Ottersberg gehörten unter anderem das Gebiet der heutigen Samtgemeinde Tarmstedt sowie Ottersberg, Horstedt und Reeßum. 1859 wurde das Amt aufgelöst und auf die Ämter Achim, Rotenburg und Zeven aufgeteilt.

#### Amt Stade
Zum Amt Stade gehörten unter anderem Agathenburg, Fredenbeck und Kutenholz. Die Stadt Stade war amtsfrei. 1859 wurde das Amt aufgelöst und in das Amt Himmelpforten eingegliedert.

#### Amt Wischhafen
Das Amt Wischhafen erstreckte sich im Gebiet der heutigen Gemeinden Wischhafen und Drochtersen. 1859 wurde das Amt aufgelöst und in das Amt Freiburg eingegliedert.

#### Amt Zeven
Zum Amt Zeven gehörte im Wesentlichen das Gebiet der heutigen Samtgemeinden Zeven, Selsingen und Sittensen. 1859 gab das Amt einige Gemeinden an das Amt Bremervörde ab und erhielt einige Gemeinden aus dem aufgelösten Amt Ottersberg hinzu. 1885 wurde aus dem Amt Zeven der Kreis Zeven gebildet.

### Herzogtum Verden
Im Territorium des alten Herzogtums Verden war Verden die einzige selbstständige Stadt. Daneben waren 1852 drei und seit 1859 noch zwei Ämter eingerichtet:

#### Amt Rotenburg
Zum Amt Rotenburg (Landdrostei Stade) gehörten unter anderem Rotenburg (Wümme), Scheeßel, das Gebiet der heutigen Samtgemeinde Bothel und Visselhövede. 1859 kamen einige Gemeinden des aufgelösten Amtes Ottersberg dazu. 1885 ging das Amt im neuen Kreis Rotenburg auf.

#### Amt Schneverdingen
Zum Amt Schneverdingen gehörte das Gebiet der heutigen Gemeinden Neuenkirchen und Schneverdingen im Heidekreis. 1859 wurde das Amt aufgelöst und in das Amt Soltau der Landdrostei Lüneburg eingegliedert.

#### Amt Verden
Zum Amt Verden gehörten unter anderem Kirchlinteln und Langwedel. 1859 kamen aus der Landdrostei Hannover das aufgelöste Amt Westen und Teile des aufgelösten Amtes Schwarme dazu. 1885 wurde aus Amt und Stadt Verden der Kreis Verden gebildet.

### Land Hadeln
Das Land Hadeln, das im Wesentlichen die heutige Samtgemeinde Land Hadeln umfasste, war in die selbständige Stadt Otterndorf und das Amt Otterndorf gegliedert. 1885 wurde aus Amt und Stadt Otterndorf der Kreis Hadeln gebildet.

## Spuren in der Gegenwart
Bis heute existiert der Landschaftsverband Stade, der sich um kulturelle Belange im Gebiet der ehemaligen Landdrostei Stade kümmert. Viele regionale Institutionen wie die Industrie- und Handelskammer, die Landwirtschaftskammer oder der Sprengel Stade der evangelisch-lutherischen Landeskirche Hannover umfassen noch heute das Gebiet, das sich von der früheren Landdrostei ableitet.